# Russell Lissack
Russell Lissack (né le 11 mars 1981) est le guitariste principal du groupe de rock indépendant londonien Bloc Party.

## Biographie

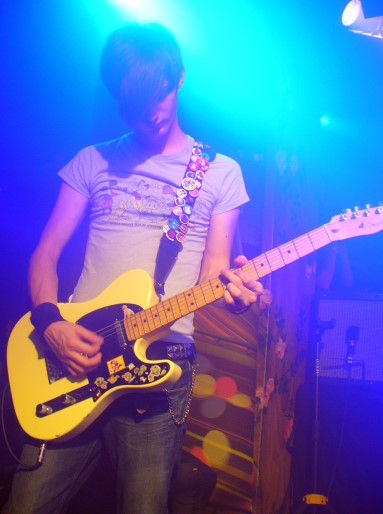
Russell Lissack en concert à Paris avec Bloc Party le 26 avril 2007.

Lissack grandit à Chingford (Londres) et alla à l'école Bancroft's School à Woodford dans l'Essex. Il a ensuite étudié la sociologie à la London South Bank University, abandonnant seulement quelques jours avant d'être diplômé afin de pouvoir faire une tournée avec son groupe Bloc Party. Il ne fait pas beaucoup d'interviews (et quand il en fait ne parle que très peu) et préfère rester à l'écart des médias, laissant penser qu'il est quelqu'un de très réservé. Il s'est fait renvoyer de l'université et a attendu que son groupe soit plus célèbre pour le dire à ses parents.